# Bloqueo de espejo

Con bloqueo de espejo (2), el espejo voltea hacia arriba (5) mucho antes de que se abre el obturador (3). Como resultado la luz ya no alcanza el ocular (8).

Bloqueo de espejo (a menudo abreviado como MLU, por sus siglas en inglés) es una característica empleada en muchas cámaras réflex de objetivo único. Esto permite al operador reducir el motion blur inducido por las vibraciones durante la exposición. También permite montar objetivos que se extienden dentro de la caja del espejo de la cámara.

## Reducción de vibraciones
La operación normal de una cámara SLR implica que el espejo se mueva hacia arriba, permitiendo el paso de la luz justo antes que el obturador se abra, retornando a su posición original cuando el obturador se cierra (aunque las primeras SLR requerían que el obturador esté acoplado al espejo para cerrarse). Esto causa vibraciones en la cámara, particularmente cuando el espejo golpea la parte superior de la caja del espejo. Esta vibración rápidamente se disipa, por lo que realmente el motion blur se ve con tiempos de obturación cortos (velocidades de 1/2 a 1/60 de segundo a menudo se ven afectadas por esto). Mientras que exposiciones más largas capturarán toda la vibración, la exposición estará dominada por la luz capturada cuando la cámara está libre de vibraciones (suponiendo un montaje estable).